# Fyffe
Fyffe è un comune nella contea di DeKalb, Stato dell'Alabama, Stati Uniti d'America.